# 아로스 아 라 쿠바나
아로스 아 라 쿠바나(스페인어: Arroz a la cubana, 스페인어 발음: [aˈroθ a la kuˈβana] →쿠바식 쌀요리) 또는 아로스 쿠바노 (arroz cubano)는 여러 스페인어권 국가에서 주로 먹는 요리로, 정해진 재료는 쌀밥과 달걀 프라이다. 플랜틴이나 바나나, 토마토 소스 또한 재료로 자주 쓰인다. 아로스 아 라 쿠바나의 기원은 명확하지 않은데 출처가 없는 비공식 자료들을 여럿 살펴보면 페루나 필리핀, 아니면 다른 곳에서 유래됐다고 주장한다. 관련 서적 중에서는 스페인 식민지 시절 쿠바에서 달걀 프라이를 곁들인 쌀밥 식사가 유래됐을 수도 있다고 여기는 저자도 있다.
아로스 아 라 쿠바나는 갖가지 수많은 변형 요리가 있는데 심지어는 같은 지역 내에서조차 다른 요리가 발전하기도 한다.
스페인에서는 '아로스 아 라 쿠바나'라고 하면 흰쌀밥에 토마토 소스와 달걀 프라이를 곁들여 내는 것이 전형적이다. 가끔씩 플랜틴이나 바나나를 다른 재료와 함께 튀김으로 만들기도 한다.
필리핀에서도 스페인 식민지 시절부터 아로스 아 라 쿠바나를 먹기 시작했는데 현대의 요리는 일반적으로 양파와 같이 소테한 소고기, 마늘, 토마토 소스, 깍뚝썰기한 감자와 당근, 건포도에 흰쌀밥과 달결 프라이, 현지에서 구한 다 익은 플랜틴을 더한 것으로 구성되는 것이 일반적이다. 이때 플랜틴은 가로로 길게 썰어내어 튀겨 낸다.
페루에서는 흰쌀과 튀긴 플랜틴, 핫도그용 프랑크푸르트 소시지로 이루고 달걀 프라이를 흰쌀에 얹어 놓는 것이 일반적이다.